# Міклош Мартін
Міклош Мартін (угор. Martin Miklós), також відомий як Нік Мартін (англ. Nick Martin) (нар. 29 червня 1931, Будапешт, Угорщина) — угорський ватерполіст, який змагався на літніх Олімпійських іграх 1952 і 1956 років.
Мартін був частиною угорської команди, яка виграла золоті олімпійські медалі у 1952 і 1956 роках. Він зіграв два матчі, в тому числі матч «Кров у басейні» — півфінальний матч проти команди Радянського Союзу, і забив п'ять м'ячів. Його ім'я часто не згадується серед переможців Олімпійських ігор 1956 року, тому що він втік до Сполучених Штатів відразу після Ігор, разом з іншими олімпійцями. В цілому, Державний департамент США надав притулок 34 угорським спортсменам. З угорських олімпійців, Мартін найкраще володів англійською мовою, тому він найбільше виступав перед журналістами. Він навіть боявся, що його покарають як ватажка перебіжчиків, якщо його екстрадують в Угорщину.
Маючи ступінь магістра історії Будапештського університету, він поступив в Університет Південної Каліфорнії. Відіграв лише один сезон за місцеву ватерпольну команду, покинув спорт, вирішивши скоцентруватися на навчанні. Здобув ступінь бакалавра з французької мови. Навчався у Прінстоні на стипендію Вудро Вільсона. Здобув ступінь доктора філософії з романських мов, став професором. За його словами «США про того періоду були землею нескінченних можливостей, але моя викладацька кар'єра була як лавина, скотилася згори вниз — з Прінстона до Pasadena City College». Незважаючи на свій вік, він ще працює професором французької мови у Міському коледжі Пасадени та щодня пропливає 1 милю в місцевому басейні.
У 2006 році Колін К. Грей і Меган Рейні зняли фільм «Шаленство свободи» про ватерпольний півфінальний матч між збірними Угорщини та СРСР у 1956 році. Нік Мартін знімається у ролі самого себе.